# 女人芸術

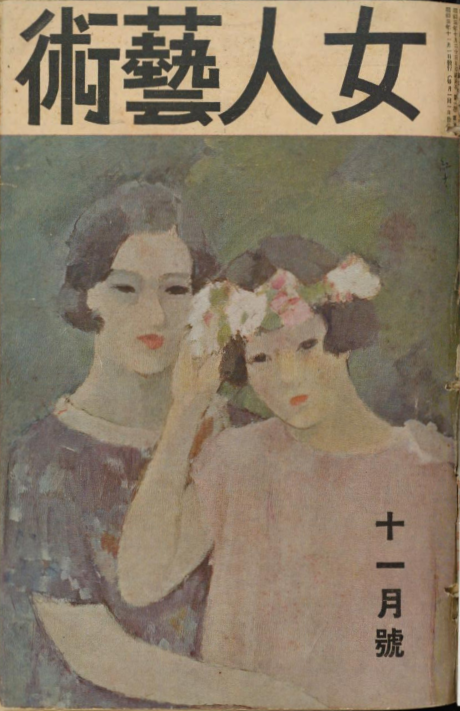
『女人藝術』1928年11月号

女人藝術（にょにんげいじゅつ）は、長谷川時雨が主宰して、1928年（昭和3年）7月から1932年（昭和7年）6月まで48冊を出した女性の文芸・総合雑誌で、次第に女性解放の理論誌的色彩を濃くした。ほかに、ともに短命に終わった同名の雑誌2例が記録されている。

## 歴史と作品

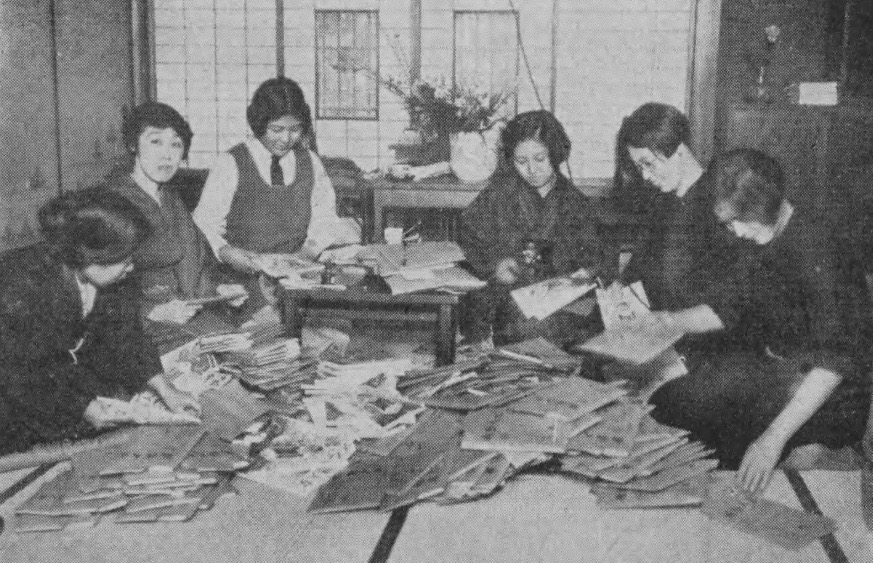
『女人藝術』の編集室。左から、生田花世、長谷川時雨、小池みどり、素川絹子、八木秋子、望月百合子。

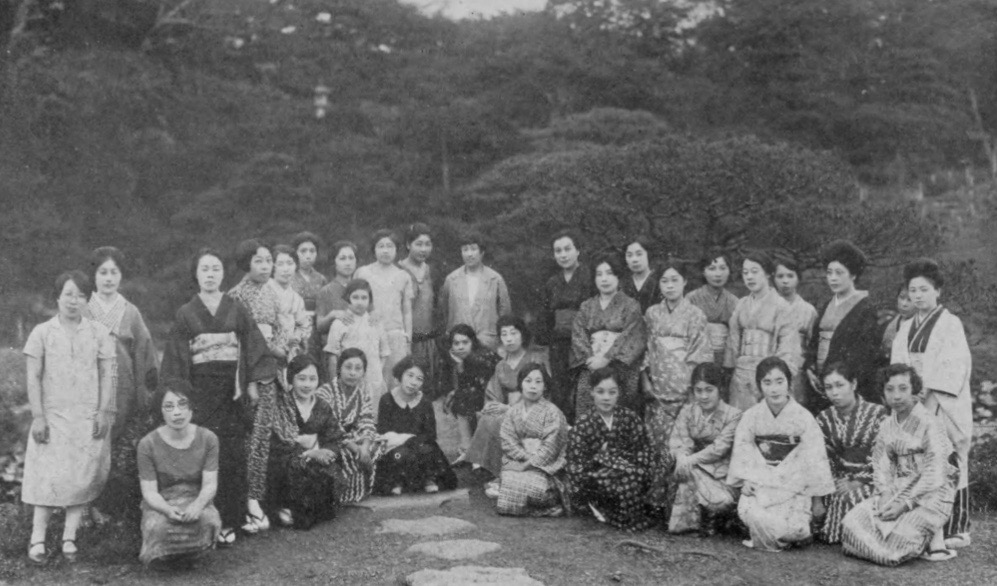
1929年6月28日、『女人藝術』誕生祭が小石川植物園で開かれた。
前列：八木秋子、英美子、北川千代、林芙美子、長谷川時雨、生田花世、戸川静子、堺真柄ら。
後列：島本久恵、上田文子、熱田優子、神近市子、今井邦子、板垣直子、大村嘉代子、弘津千代ら。

当時「女性進出」に意欲を持っていた女流作家で、姉御的気質とも言われた長谷川時雨は、1928年7月に後進に発表の場を開き、婦人の解放を進めるため、女性が書いて編集してデザインして出版する商業雑誌、『女人芸術』を発刊した。この資金には、時雨の年下の夫で、彼女が人気大衆作家に引き上げた三上於菟吉によるものを充てた。
創刊時は、発行が長谷川時雨、編集は元島崎藤村の書生で当時新潮社に勤めていたのを引き抜いた素川絹子、印刷が生田花世、発行所が牛込区左内町（現新宿区市谷左内町）の時雨宅内『女人藝術社』だった。のち編集も時雨が兼ね、発行所は赤坂檜町（現赤坂9丁目）へ引っ越した。城しづか（夏子）、堀江かど江、望月百合子、八木秋子、小池みどり、川瀬美子らも参画した。元画家志望で、時雨の妹の画家春子の知り合いだったことで参加した熱田優子もいた。
毎号の赤字は、三上於菟吉が補填した。
菊判、150ページ前後、定価は文藝春秋と同じ40銭。読者の投稿は選考の上掲載した。連載物として、時雨の回想記『日本橋』と林芙美子の『放浪記』などが記憶される。また、各地に支部を作り、名古屋の矢田津世子、広島の大田洋子、神戸の高橋鈴子が著名だった。時雨は各方面に顔が広く、梨園の関係では元六代目菊五郎夫人寺島やす、森律子、村田嘉久子なども、執筆はしないがグループに加わっていた。
全48冊の総目次には、年齢順に、岡田八千代、野上弥生子、神近市子、山川菊栄、三宅やす子、島本久恵、富本一枝、高群逸枝、長谷川春子、湯浅芳子、尾崎翠、野溝七生子、中条百合子（宮本百合子）、望月百合子、真杉静枝、大谷藤子、戸田豊子、平林英子、林芙美子、中本たか子、村山籌子、窪川いね子（佐多稲子）、竹内てるよ、平林たい子、上田文子（円地文子）、松田解子、矢田津世子、大田洋子、若林つや、などの執筆陣の名が載っている。そして後期には、河上肇、大塚金之助、木村毅、三木清、野呂栄太郎、小林多喜二など男性の名も見える。
1928年（昭和3年）7月の創刊号には、評論で山川菊栄「フェミニズムの検討」、神近市子「婦人と無産政党」、創作欄で平林たい子「生活」、ささきふさ「遠近」、真杉静枝「ある妻」、長谷川時雨「甘美媛」、翻訳で松村みね子訳オフラハアテイ「野にいる牝豚」、八木さわ子訳ドオデエ「アルルの女」などの他に、短歌・詩・随筆などを掲載。
初期は小説・詩歌・随筆・評論などの文芸雑誌で、各界の人気者番付・恋愛座談会などの娯楽記事まで載っているが、次第に文芸欄は縮まり、左傾化して、ソヴィエトの紹介、労働運動・農民運動・国際問題の記事、読者の手記やルポルタージュが増えた。アナーキスト系の望月百合子や八木秋子と、コミュニズム系の中島幸子の論争も行われ、当時「労働女塾」を開いていた帯刀貞代のところに逃げ込んだ、吉原の娼妓として話題になった松村喬子の体験記も掲載された。1930年5月号、同6月号は、発売禁止処分にされた。
昭和恐慌のさなかだった。農村は疲弊していた。安値・低品質のメイド・イン・ジャパンを造る工場では、女子工員が低賃金にあえいでいた。ソヴィエトを労働者の楽園とするような言論は、貧困層の耳に入りやすかった。『「女人芸術」はアカだ』、『買うと警察にマークされる』など言われた。講演会では監視する警官がしばしば、『弁士中止』を叫んだ。
日本橋のブルジョワの家に生まれた時雨は、政治的に無色だったが、弱きを助ける江戸っ子で、雑誌の左傾を放任した。1929年に彼女の発案で『全女性進出行進曲』を募集し、3回の募集で2800通の応募があり、2等当選（賞金百円）採用された松田解子の詞は、1930年1月号で発表され、『起て！ 燃えつゝ行け /闘ひのこの日ぞ /新たなる世をはらむ /世界の母われら』などと、勇ましかった。時雨はこの編集後記で「奮え、諸氏よ。我々はこの歌を高唱して怯懦なる我を追い退けよう」と書いた。
1931年（昭和6年）、10月号が発禁になった。関東軍が満州事変を始めていた。そしてまた発行を続けたが、翌1932年6月号を出して突然廃刊した。印刷会社への支払いの滞りと時雨の腎盂炎の悪化とが原因だった。
7月号は刷り上がっていたが、処分されて残っていない。
その後、長谷川は雑誌『輝ク』を主宰し、輝ク会をつくって、女性文化人の結集をはかった。

## ほかの『女人藝術』誌

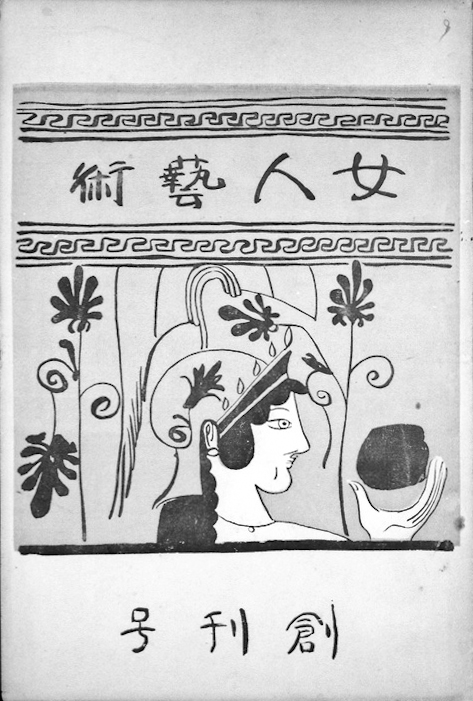
1923年発行の『女人藝術』創刊号の表紙

1. 1923年8月、長谷川時雨が、旧『青鞜』派の岡田八千代らと同人雑誌『女人藝術』を創刊し、平塚雷鳥、富本一枝らも加わった。第2号を出してのち、関東大震災にみまわれて終わった。編集発行人は長谷川康。発行所は、牛込区中町（現新宿区）元泉社内女人芸術社であった。時雨はこれを『前期女人藝術』と呼んでいた。
2. 昭和24年1月号のみの『女人芸術』が、『女流文学者会』機関誌として鎌倉文庫から出た[8]。この『女流文学者会』は、1936年に吉屋信子、林芙美子らが結成し、鎌倉文庫が倒産した1949年から1961年までの間、女流文学者賞を出していた[9]。